# Nationale Bibliotheek van Wales
De Llyfrgell Genedlaethol Cymru is de nationale bibliotheek van Wales. De bibliotheek is gevestigd in Aberystwyth.

## Geschiedenis
In 1873 ontstonden plannen om een bibliotheek te stichten die zich zou richten op Welsh materiaal. De verzameling zou moeten worden ondergebracht in University College, thans Aberystwyth University geheten.
In 1905 stelde de overheid geld beschikbaar en een commissie werd ingesteld die zou bepalen waar de bibliotheek zou worden gevestigd. De stad Cardiff opteerde naast Aberystwyth voor de vestiging, maar uiteindelijk werd de laatste aangewezen als de locatie, aangezien een deel van de collectie zich daar al bevond. Bovendien had de arts en boekenverzamelaar Sir John Williams toegezegd zijn collectie te schenken als Aberystwyth de vestigingsplaats zou worden. Hij deed daarbij ook een schenking van
£ 20.000 ten behoeve van de bouw. Als compensatie kreeg Cardiff het Nationaal Museum van Wales toegewezen.
Er werd een wedstrijd uitgeschreven om te komen tot een ontwerp voor het gebouw. Architect Sidney Greenslade won de prijsvraag in 1909 en in 1916 kon het in gebruik worden genomen. Diverse verbouwingen hebben vervolgens plaatsgevonden. In 1996 werd een nieuw gebouw voor de opslag van materiaal geopend.

## Collectie
De bibliotheek herbergt meer dan 4 miljoen banden, waaronder enkele zeldzame exemplaren. Zo is er het eerste in het Welsh gedrukte boek, Yny lhyvyr hwnn, en de eerste Bijbelvertaling in het Welsh.
Ook een aantal bijzondere middeleeuwse manuscripten worden hier bewaard, waaronder het Zwarte Boek van Carmarthen en het Boek van Taliesin.
De bibliotheek heeft het recht een exemplaar te ontvangen van ieder werk dat wordt uitgegeven in het Verenigd Koninkrijk en in de republiek Ierland. De aandacht gaat echter vooral uit naar werken in het Welsh en andere Keltische talen. 

Ook biedt de bibliotheek onderdak aan het politiek archief en het beeld- en geluidsarchief van Wales.
Veel werken zijn in digitale vorm te raadplegen.